# The Insect Trust (album)
| Recensione   | Giudizio        |
| ------------ | --------------- |
| AllMusic     | [ 1 ]           |
| Sputnikmusic | 4.0 (Excellent) |

The Insect Trust è il primo album discografico del gruppo musicale statunitense The Insect Trust, pubblicato dalla casa discografica Capitol Records nel dicembre del 1968.

## Tracce
Lato A
1. The Skin Game – 4:07 (Bill Barth, Nancy Jeffries, Robert Palmer, Trevor Koehler)
2. Miss Fun City – 5:04 (Bill Barth, Nancy Jeffries, Robert Palmer)
3. World War I Song – 3:18 (Joe Callicott)
4. Special Rider Blues – 7:45 (Nehemiah James)
5. Foggy River Bridge Fly – 1:07 (Trevor Koehler)

Lato B
1. Been Here and Gone so Soon – 3:29 (Bill Barth, Nancy Jeffries, Robert Palmer)
2. Declaration of Independence – 2:30 (Robert Palmer)
3. Walking on Nails – 3:12 (Gabor Szabo)
4. Brighter Than Day – 2:31 (Bill Barth, Nancy Jeffries, Robert Palmer, Trevor Koehler)
5. Mountain Song – 2:49 (Bill Barth, Nancy Jeffries, Robert Palmer, Trevor Koehler, Luke Faust)
6. Going Home – 5:10 (Bill Barth, Nancy Jeffries)

## Formazione
- Bill Barth - chitarra elettrica, chitarra acustica, chitarra knife, chitarra bottleneck, swiss warbler, percussioni
- Robert Bob Palmer - sassofono alto, recorders alto e soprano, clarinetto, percussioni
- Trevor Koehler - sassofono baritono, piccolo, sewer drum, pianoforte thumb, contrabbasso
- Nancy Jeffries - voce, percussioni
- Luke Faust - banjo, chitarra banjo, voce, percussioni

Altri musicisti
- Buddy Saltzman - batteria
- Bernard Pretty Purdie - batteria
- Joe Mack - basso elettrico
- Chuck Rainey - basso elettrico
- Hugh McCracken - chitarra ritmica
- Steve Dubaft - conga drums, percussioni, electric nail biting

Note aggiuntive
- Steve Duboff - produttore (per la Infinite Sound)
- Trevor Koehler - arrangiamenti strumenti ad arco
- Alan Bomser e Randall Lyon - fotografie
- Lydia Saltzman e Paul Slavin - grafica copertina album[5]